# Digital Audio Broadcasting
     Paesi con un servizio regolare
     Paesi con un servizio in prova
     Paesi interessati
     DAB non più in uso

Diffusione del Digital Audio Broadcasting a settembre 2018
Paesi con un servizio regolare
Paesi con un servizio in prova
Paesi interessati
DAB non più in uso

In telecomunicazioni il Digital Audio Broadcasting (DAB), dalla lingua inglese diffusione di audio digitale, è uno standard di radiodiffusione digitale che permette la trasmissione sonora di programmi radiofonici con qualità paragonabile, nella sua ultima versione (DAB+), a quella di un compact disc. DAB è uno standard utilizzato in molti paesi del mondo - anche se non in Nord America, dove l'HD Radio è lo standard per la radio digitale.
La Norwegian Broadcasting Corporation (NRK) ha lanciato il primo canale DAB al mondo il 1º giugno 1995 (NRK Klassisk), mentre la BBC e la Swedish Radio (SR) hanno lanciato le loro prime trasmissioni radiofoniche digitali DAB il 27 settembre 1995. I ricevitori DAB sono disponibili in molti paesi dalla fine degli anni '90. Il DAB è generalmente più efficiente nell'uso dello spettro rispetto alla radio analogica FM e può quindi offrire più servizi radio per la stessa larghezza di banda. Tuttavia la qualità del suono può essere notevolmente inferiore se il bit-rate assegnato ad ogni programma audio non è sufficiente.

## Caratteristiche

### DAB

Logo del Digital Audio Broadcasting.

Il primo tipo di trasmissione in codifica digitale, il DAB propriamente detto, prevedeva un bit rate di 128 kbit/s con un codec audio MP2. Poiché tale codec necessitava di almeno 160 kbit/s per raggiungere la qualità tipica della radio FM e dai 192 ai 256 kbit/s per raggiungere la qualità CD, fu soggetto a diverse critiche da parte degli audiofili (soprattutto per il taglio delle frequenze superiori a 14 kHz, quando invece la radio FM garantiva una trasmissione fino a 15 kHz).

### DAB+
A fronte di queste critiche, nel febbraio 2007 l'ETSI (Istituto europeo per gli standard nelle telecomunicazioni), ha introdotto lo standard DAB+, in sostituzione del DAB.
Per garantire la maggiore qualità del segnale trasmesso, lo standard DAB+ adotta l'algoritmo di compressione HE-AAC (High Efficiency Advanced Audio Codec, o AAC+) e prevede anche una trasmissione più robusta ai disturbi, adottando un codice di correzione Reed-Solomon. 
Il DAB+ consente, a parità di qualità e potenza del segnale, di raddoppiare o triplicare il numero dei programmi trasmessi in un singolo multiplex (bouquet), consentendo eventualmente l'inserimento di altri servizi radiofonici.
Normalmente, quando si fa riferimento a DAB, si intende DAB+.
Nel complesso, la trasmissione DAB+ presenta vantaggi e svantaggi rispetto a quella analogica. Fra i vantaggi:
- Minore influenza o assenza di interferenze sul segnale.
- Ricerca automatica della stazione in funzione della posizione del ricevente.
- Miglioramento dei servizi già esistenti e introduzione di servizi multimediali innovativi quali DLS, PAD e N-PAD.
- La multiplazione del segnale, ovvero la possibilità di far condividere a più segnali lo stesso canale e di conseguenza più emittenti in grado di condividere lo stesso mezzo trasmissivo senza interferenza tra di essi;
- Minori costi degli impianti trasmittenti per canale. Considerando che ogni multiplexer trasmette 12-18 canali[4] e che ha costi operativi inferiori, è fino a 19 volte più efficiente[5].

Fra gli svantaggi:
- A parità di copertura areale, la necessità di un maggior numero di impianti trasmittenti rispetto all'analogica
- Un più ridotto bacino di utenza per ogni singolo impianto trasmittente
- In passato, elevati costi degli impianti trasmittenti rispetto a quelli per trasmettere un singolo canale FM[6].

## Applicazioni multimediali nel DAB+

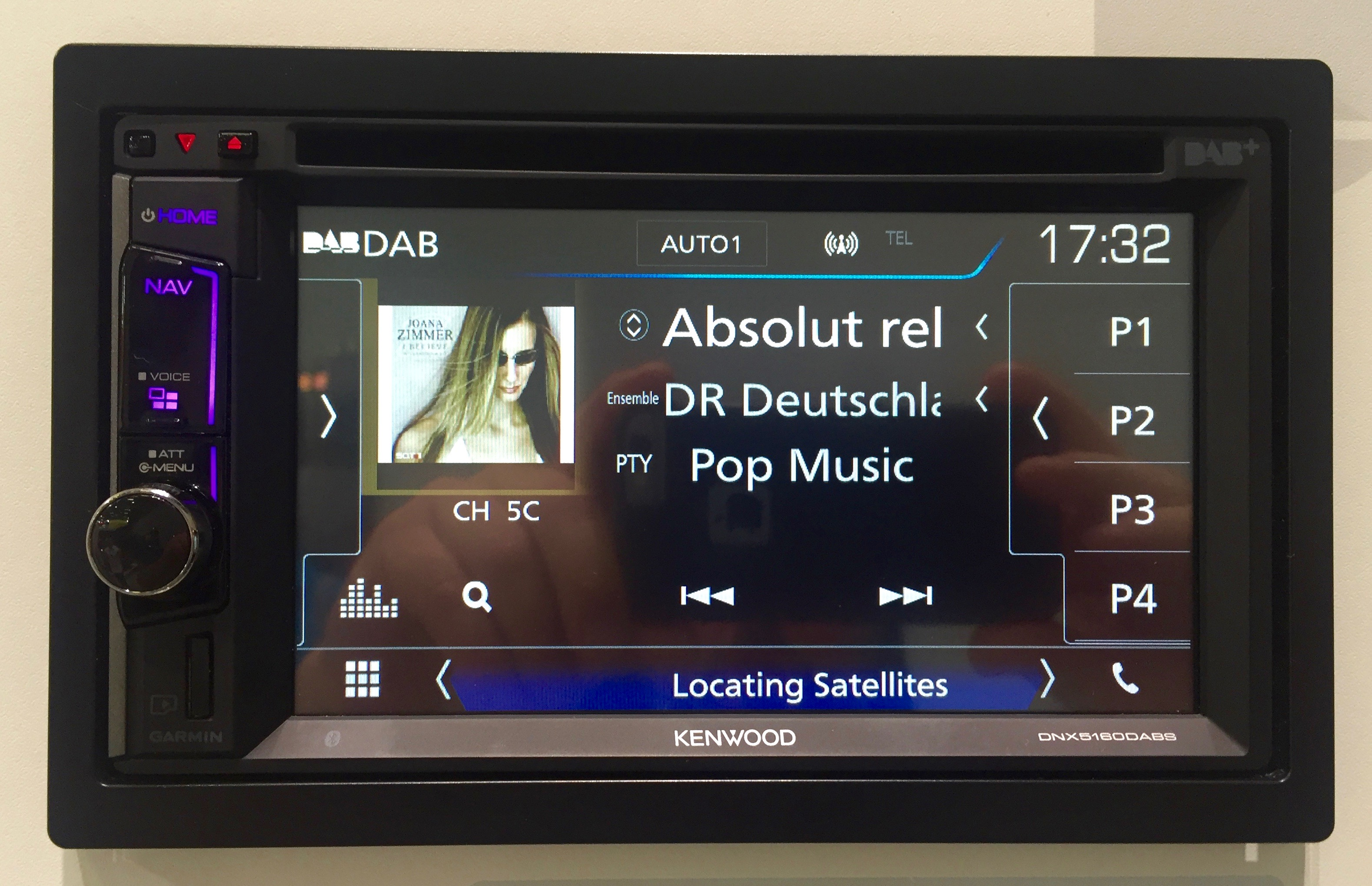
Autoradio DAB+/AM/FM/LW/CD/DVD/USB/microSDHC/GPS/Bluetooth/CarPlay/AndroidAuto

Il DAB implementa anche caratteristiche multimediali. La trasmissione digitale permette la diffusione di testi o immagini affiancanti la trasmissione radiofonica. La possibilità di usare tali funzioni è esclusivamente determinata dal tipo di ricevitore usato. 
- Autoradio o ricevitore con schermo a cristalli liquidi esterno da 4 pollici.
- Autoradio con ricevitore esterno e display a cristalli liquidi posto sul frontale con la sola possibilità di leggere file di testo.
- Schede di espansione per computer che integrano tutte le funzioni.

## Diffusione del DAB+

### Italia
Nel febbraio 2016 il 70% della popolazione italiana è raggiunto da un segnale outdoor (al di fuori degli edifici) DAB+, con una copertura concentrata nel nord Italia e nelle grandi città, mentre nel 2017 è previsto il raggiungimento di una copertura nazionale del 90%.
Sempre nel febbraio 2016, i tre consorzi nazionali che trasmettono in DAB+, di cui Rai con due multiplex (bouquet di canali), raggiungono una copertura di:
- Rai DAB (Rai Way): 55%,
- DAB Italia: 65%
- EuroDAB Italia.: 85%

A questi si aggiungono sei multiplex locali: DBTAA, Digiloc, Rundfunk-Anstalt Südtirol (RAS), DAB Media, CR DAB, Radio Vaticana, CREADAB.
Nel gennaio 2016 trasmettono 116 canali DAB+ in simulcast e 20 esclusivamente DAB+, ai quali si aggiungono 7 data service e 2 canali di test. I canali nazionali sono 39, a fronte dei 19 ricevibili FM.

#### Consorzi nazionali[9]
Questa lista è suscettibile di variazioni e potrebbe essere incompleta o non aggiornata.

| Zone di ricezione | Consorzio/multiplex        | Canali trasmessi |
| --- | -------------------------- | --- |
| Campania, Emilia-Romagna, Friuli-Venezia Giulia, Lazio, Lombardia, Piemonte, Sardegna, Sicilia, Toscana, Trentino-Alto Adige, Umbria, Valle d'Aosta, Veneto                                                         | Rai Way Canali 12B - 12D   | Rai Radio 1, Rai Radio 2, Rai Radio 3, Rai Gr Parlamento, Rai Isoradio, Rai Radio Techetè, Rai Radio Live Napoli, Rai Radio Classica, Rai Radio Tutta Italiana, Rai Radio Kids, Rai Radio 1 Sport, No Name Radio, Radio Cusano Italia, CANALE ITALIA +, Rai Radio1 TAA+, Rai Radio2 TAA+, Rai Südtirol+                                                 |
| Valle d'Aosta, Piemonte, Liguria, Lombardia, Trentino-Alto Adige, Veneto, Friuli-Venezia Giulia, Emilia-Romagna, Toscana, Umbria, Marche, Lazio, Abruzzo, Campania, Puglia, Basilicata, Calabria, Sicilia, Sardegna | DAB Italia Canali 7C - 12C | Radio 24, Radio 24 +1, Radio Radicale, Radio Radicale News (ID: RR News), Radio Deejay, Radio Deejay 30 Songs, Radio Capital, Radio Capital Funky, m2o, m2o Dance, Radio 105 DAB, R101, RDS, RDS Relax, Radio Maria, Radio Maria Albania (ID: RMALB.IA)                                                                                                 |
| Valle d'Aosta, Piemonte, Liguria, Lombardia, Trentino-Alto Adige, Veneto, Friuli-Venezia Giulia, Emilia-Romagna, Toscana, Umbria, Marche, Lazio, Abruzzo, Campania, Puglia, Basilicata, Calabria, Sicilia, Sardegna | Euro DAB Italia Canale 12A | RTL 102.5, RTL 102.5 News, RTL 102.5 Best, RTL 102.5 Romeo&Juliet, RTL 102.5 Bro&Sis, RTL 102.5 Napulè, RTL 102.5 Doc, Radio Freccia, Radio Zeta, Radio Libertà, Radio Vaticana +, Radio 105, RMC Radio Monte Carlo (ID: RMC), Virgin Radio, Subasio XL, Radio Kiss Kiss (ID: KISSKISS), Radio Italia SMI, Radio Italia Trend, BBC World Service, InBlu |

#### Consorzi locali[9]
Questa lista è suscettibile di variazioni e potrebbe essere incompleta o non aggiornata.

| Zone di ricezione                                                                                               | Consorzio/multiplex                               | Canali trasmessi |
| --- | ------------------------------------------------- | --- |
| Trentino-Alto Adige                                                                                             | RAS 1 Canale 10B                                  | Rai Radio1 TAA, Rai Radio2 TAA, Rai Radio3, Rai Südtirol, RAS Bayern 3, RAS BR-Klassik, RAS BR24, RAS die Maus, RAS Dlf Kultur, RAS SwissClassic, RAS Swiss Pop |
| Trentino-Alto Adige, Lago di Garda e Mantova fino alle vicinanze di Parma                                       | RAS 2 Canale 10D                                  | RAS OE 1, RAS ORF R-Tirol, RAS OE 3, RAS FM 4, RAS BAYERN 1, RAS BAYERN 2, RAS BR Heimat, RAS R.RUMANTSCH, RAS Swiss Jazz, RAS RSI Rete 2, RAS Dlf Nova |
| Trentino-Alto Adige                                                                                             | DAB Media Canale 10C                              | Radio 80 DAB (Forever Young), Radio 2000, Radio Gherdëina Dolomites, Radio Grüne Welle, Radio Holiday, Radio Tirol, Südtirol 1, Radio Vinschgau, Die Antenne, ERF Südtirol, Radio Edelweiss, Radio Maria Südtirol, Radio Sacra Famiglia, Stadt Radio Meran, Radio Dolomiti |
| Valle dell'Adige, Val di Non, Arco e Terlago, Alto Benaco                                                       | Trentino DAB 1 Canale 10A                         | Radio Dolomiti, RTT La Radio, Radio Italia Anni 60, Radio Südtirol 1, Radio Tirol, Radio NBC Rete Regione, Radio Anaunia, Radio Primiero, Radio Digi-One, Radio 80 Forever Young |
| Trentino-Alto Adige                                                                                             | Digiloc Canale 12D                                | Delta Rete 5, Radio Birikina, Radio Number One, Radio Mater, Radio Sound 95, Radio Studio Più, Radio Valbelluna, Radio Viva FM, Radio Stella FM |
| Treviso e aree circostanti                                                                                      | Veneto Dab Canale 8B                              | Radio Wow, Radio Bellla & Monella, Channel 20, Radio Onda 7, Radio Voce nel Deserto, Radio Palazzo Carli, Radio Padova, Radio 80, Radio Asiago, Radio Birikina, Radio Company, Radio Cortina, Radio Gelosa, Radio Marilù, Radio Piterpan, Radio Sorrriso, Radio Sound, Radio Verona, Radio Vita, Radio Piave inBlu, Stella FM. |
| Milano e alcune zone della Lombardia                                                                            | Lombardia DAB Canale 7A                           | Radio 2.0 (ID: RADIO2.0 BERGAMO), Radio 51 Hit (ID: * 51 HIT *), Radio 60-70-80 (ID: 607080 bySTUDIO+), Radio Like, Radio Marconi 2, Radio Mater, Radio Popolare, Radio Sempreviva, Lattemiele Emilia Romagna, Radio Birikina, Radio Bruno, Radio City (portante muta), Radio Company, Radio Marilù, Radio Pico, Radio Pico Classic, Radio Sound (portante muta), Radio Stella (ID: RADIO.STELLA) |
| Milano e alcune zone della Lombardia                                                                            | Radio Digitale Lombardia Canale 7B                | Radio 51, Radio Lombardia, Radio Marconi, Radio Missione Francescana, Radio Studio Più (portante muta), Radio Pianeta, Radio Punto, Radio Vera (portante muta), Radio Viva Fm Bergamo, Radiorizzonti, Radio 80, Radio Bellla & Monella, Radio Bruno, Radio Gamma, Radio Mantova, Radio Modena 90, Radio Piterpan, Radio Sorrriso, Radio Stella FM, Radio Wow |
| Milano, Brescia e alcune zone della Lombardia                                                                   | Media DAB Lombardia Canale 7C                     | Radio Cafè (ID: *RADIO CAFE'*), Stereocittà (ID: *STEREOCITTA'*), Funky Corner Radio, Giornale Radio, Giornale Radio Ultima Ora (ID: GR ULTIMA ORA), Playtag, Radio Sportiva, Radio Energy (ID: #ENERGY), Gamma Radio, Radio News 24, Radio K55, Radio Reporter, Radio Millennium, Radio System (ID: SYSTEM), RTR 99 (ID: RTR 99 DAB), Radio Gold Pavia, 906 NTWK, Radio Sound 24, Radio Medjugorje Italia (ID: R. Medjugorje IT), Radio Pocket (ID: *RADIOPOCKET*), Radio City 4 You, Radio Birikina, Radio Rock, Radio Classica (ID: #Classica#), Revolution 93.5 (ID: REVOLUTION)               |
| Milano, Bergamo, Brescia e dintorni                                                                             | CR-DAB Lombardia Canale 6A-7D-11B                 | Radio Cantù, Giornale Radio, Dimensione Suono Soft, Radio Margherita, Radio Sportiva, OttO fm DAB, Radio Alta, Radio Number 1, Radio Nostalgia, One Dance, Radio Millenote, Love FM, Discoradio, LatteMiele Lombardia, Radio Onda d’Urto, Radio Classica Bresciana, Radio Brescia 7, Radio Italia Anni 60, CiaoComo Radio, RadioRCS DAB, Tempo Radio. |
| Milano e alcune zone della Lombardia                                                                            | DRG DAB Canale 9C                                 | Rete 104, RTR 99, Radio Yacht, Radio Club 91, Radio Marte, Radio Alex, Radio Musica, Radio Super |
| Milano e alcune zone della Lombardia                                                                            | SpaceDab Canale 9D                                | Stereocittà, Radio Byoblu, Radio Classica, 70-80.it, Antenne 70-80-90, Radio Birikina, Radio Delta, Funky Corner Radio, Kristall Radio, LifeGate Radio, Love FM, Radio News 24, Radio Rock, Radio Sportiva, RTR 99 DAB, Radio System, Test72cu |
| Province di Bologna e parte di quelle di Ravenna, Modena e Ferrara                                              | Emilia-Romagna DAB Canale 10C                     | Radio LatteMiele, Radio Sportiva (ID: SPORTIVA), Punto Radio, Radio Bruno, Radio Banana, Radio Zainet (ID: ZAINET), Radio Gamma Emilia, Radio Gamma (Romagna), Radio Icaro InBlu, Radio Bruno Gold, Radio Stella, Radio Studio Delta, Radio International (ID: INTERNATIONA'L), Radio Italia Anni 60, Radio Modena 90, Radio Nettuno Bologna 1, Radio Pico, Radio Pico Classic (ID: R PICO CLASSIC), Hot Block Radio |
| Torino-Cuneo | Radiofonia Locale Digitale Torino-Cuneo Canale 5B | Amica Radio, Hot Block Radio, Radio Alba, RBE Radio Beckwith Evangelica, Radio Birikina, Radio Bruno Gold, Radio Canelli Monferrato, Radio City, Radio City SMI, Radio Dora, Radio Frejus, Radio Mater, Radio Piemonte Sound, Radio Piterpan, Radio Vallebelbo, Radio Viva FM, TRS Tele Radio Savigliano, 607080 byStudio+ (aggiornamento 14 aprile 2023) |
| Torino | SCR DAB Piemonte Canale 10A                       | Party Radio (ID: PARTY RADIO), Radio Gran Paradiso (ID: GRAN PARADISO), Radio Veronica One (ID: VERONICA ONE), Radio Torino International (ID: TO INTERNATIONAL), Radio Italia Anni 60 (ID: R.Italia Anni 60), ShakeHit (aggiornamento 14 aprile 2023) |
| Torino | ARP DAB Piemonte Canale 10B                       | ANTENNA 1, RTB, FANTASTICA, ITALIA 1, LATTEMIELE, MANILA, RNC, PARTYGROOVE, Top Italia Radio, R.TORINO, Radio Val del Lago (ID: RVL), RADIO VEGA (aggiornamento 14 aprile 2023) |
| Parte delle province di Torino e Cuneo, Sestriere, Pragelato, Sauze di Cesana.                                  | Radiofonia Locale MediaDAB Torino Canale 10C      | Radio Energy, RADIO NETWEEK, RADIO BRUNO, Radio Classica, Radio Evangelo Piemonte, Radio Evangelo Torino, Funky Corner, Giornale Radio, GR NEWS, ITALIA NEWS 24, LifeGate, NEWS, Radio Alfa, Radio Jukebox, Radio K55, RADIO MONDO, Radio Radio, RADIO ROCK, RADIO SPORTIVA, RADIOVIDANETWORK, Radio Medjugorje Italia, TOradio, 70-80.it (aggiornamento 05 aprile 2023) |
| Torino (zona Sud esclusa)                                                                                       | CR-DAB Piemonte Canale 10D                        | Discoradio, Radio Italia Anni 60, Radio GRP, Radio Blackout, Radio Studio Aperto, Radio Number One, Radio Nostalgia, Radio One Dance, ALEX1dOggi1dIeri, Radio Company, Radio Margherita, City4You, RADIO NANE', Radio Studio +, Stereocittà, Radio Cafè, G.R.P. Melody, Dimensione Suono Soft, Radio Cusano Campus, G.R.P. TRE (aggiornamento 14 aprile 2023) |
| Genova e zone limitrofe                                                                                         | CR-DAB Liguria Canale 12D                         | Radio Number One (ID: Radio Number1ne), Radio Aldebaran, Radio Nostalgia Liguria (ID: NostalgiaLiguria), RBE Radio Beckwith Evangelica, Radio Cusano Campus, Radio Fra Le Note, Hot Block Radio, Discoradio (ID: *DISCORADIO*), Dimensione Suono Soft (ID: DIM SUONO *SOFT*), Giornale Radio, Radio Italia Anni 60 (ID: R Italia Anni 60), Radio Sportiva, Radio Alex (ID: ALEX1dOggi1dIeri), Radio Jukebox, Italia News 24, Radio Ricordi, Radio City4You, Radio 80 DAB (Forever Young), Radio Margherita, Radio Onda d'Urto (ID: ONDA D'URTO), MCR - Music Club Radio (ID: *MCR*), GO-VIABILITA' |
| Alcune aree della Toscana                                                                                       | CR-DAB Toscana Canale 11D                         | Dimensione Suono Roma (ID: DIM SUONO *ROMA*), Dimensione Suono Soft (ID: DIM SUONO *SOFT*), Radio Mater, Radio Zeta, Radio Monte Carlo 2 (ID: MC2), RMC Sport Network (ID: RMCSPORT, trasmette TMW Radio), Radio Toscana Classica, Radio Stop, Radio Nostalgia, Stereocittà, Radio Cafè, Radio Italia Cina, Proxima Radio |
| Alcune aree della Toscana                                                                                       | Radio Digi Toscana Canale 11C                     | Antenna Radio Esse, Controradio, Mia Radio, Nova Radio, Radio Diffusione Pistoia (ID: R.Diffusione.PT), Radio Firenze, Radio Fly, Radio Incontri InBlu, Radio Rosa (ID: * ROSA *), Radio Siena, Radio Sportiva, Radio Toscana, Radio Zainet (ID: Zainet), Radio Birikina (ID: R. BIRIKINA DAB), Radio 80 DAB (Forever Young), Radio Bellla & Monella (ID: Bella&Monella), Radio Piterpan (ID: Piterpan) |
| Alcune aree della Toscana                                                                                       | Toscana DAB Canale 11B                            | Lady Radio, Radio Bruno, Radio Effe, Radio Etruria, Radio Lady, Radio Mitology (ID: MITOLOGY), Radio Bruno Toscana (ID: RADIOBRUNOFI), Radio SeiSei Vintage (ID: VINTAGE), Radio Sieve, Radio Stella, Radio Studio Delta, Radio Voce della Speranza (ID: RVS), RDF 102.7, Radio Divina (ID: DIVINA), Lattemiele, Radio Bruno Gold |
| Marche | Adria Dab Marche Canale 10B                       | Radio Linea n1, Radio Skyline, Radio 708090, Multiradio, Radio Fm1, Radio Arancia, Radio Faleria Mare, Radio Subasio, Radio Ciao, Studio 5, Sportiva, Radio Delta 1, Radio Play Capital, Radio Azzurra, Radio 607080, Radio Studio Più, Radio Tua, Radio Conero, Lattemiele. |
| Marche | Marche DAB Canale 6B                              | Radio Blu, Radio Delta, Radio Studio Delta, Radio Bruno, Radio Duomo, Radio Gamma, Radio Dj International, Radio Italia Anni 60, Radio Mater, Radio Nuova Macerata, Primarete, Radio Voce della Speranza, Radio Gold. |
| Umbria Provincia di Terni e zone limitrofe                                                                      | TRLDAB Canale 12B Perugia Canale 8A Terni         | Radio Hit FM - Radio Leo - Radio Stand by - Easy&Italy - RTUA- Radio Blu - Radio Effe - Radio Studio Delta - Radio Galileo - Radio Roma - Mitology 70-80 - Radio Yes - Radio Cafè - Dot Radio - Radio K55 - Onda Rossa |
| Umbria centrale, Bagnoregio                                                                                     | CR-DAB Umbria Canale 12D                          | Radio Mater, Dimensione Suono Soft (ID: DIM SUONO *SOFT*), Discoradio, Radio Number One (ID: Radio Number1ne), Radio Cusano Campus (ID: Cusano Campus), Radio RCC InBlu, RTUA Aquesio, Erreti Radio Tadino (ID: ERRETI), Hot Block Radio, Radio Cafè, Hit FM, Stereocittà |
| | Umbria DAB Canale 7B / 9A                         | Dimensione Suono Roma (ID: DIM SUONO *ROMA*), Radio Gente Umbra, RGM Hit Radio, Radio Italia 5, Radio Linea n1, Radio Onda Libera, Radio Orte, Radio Tiferno 1, Radio TNA, Radio Radio, Errevutì, Umbria Radio, RAM Power, Radio Energy, Radio Delta, Radio Onda Libera Soft |
| Umbria | Umbria DAB Canale 10A                             | |
| Abruzzo | Adria Dab Abruzzo Canale 12B                      | Radio Azzurra, Radio 708090, Radio Skyline, Radio Planet, Radio California, Radio Ciao, Radio Delta 1, Radio Lattemiele Marche Abruzzo, Radio Linea Numero 1, Radio Luce Abruzzo, Radio Parsifal, Radio Play Capital, Radio Speranza, Radio Studio 5, Radio Studio Più. |
| Roma e zone limitrofe                                                                                           | Radio Vaticana Canale 12D                         | Radio Vaticana, Radio Vaticana Europa (ID: RVaticana Europ+), Radio Vaticana Italia (ID: RVaticana Ita+), Radio Vaticana World (ID: RVaticana World+) |
| Roma e zone limitrofe                                                                                           | CR-DAB Lazio Canale 10D                           | Radio Globo, Radio Kiss Kiss Italia (ID: KISSKISS ITALIA), Dimensione Suono Roma (ID: DIM SUONO *ROMA*), Radio Zeta (ID: ZETA), RAM Power, Dimensione Suono Soft (ID: DIM SUONO *SOFT*), Tele Radio Stereo, Radio Sonica (ID: SONICA), Radio Studio 93 (ID: STUDIO93), Radio Nostalgia (ID: NOSTALGIA), Radio Mater, Radio Energy (ID: ENERGY), Hot Block Radio (ID: HOTBLOCK), Radio Company (ID: COMPANY), M100, Radio Cusano Campus |
| Roma e zone limitrofe                                                                                           | TRLDAB Canale 10B                                 | Radio HIT FM - LA ROCKAFORTE - RADIO LUNA NETWORK - RADIO HERNICA - RADIO GALILEO - STUDIO 5 - ONDAROSSA - RADIO ROMA CAPITALE - RADIO LEO - ROMA24 |
| Roma centro | Emme DAB Canale 10C                               | Radio Calima, Radio Antenna Musica, Centro Suono Sport, Radio Studio 2, Radio Centro Suono, Radio Manà Manà, Retesport, Radio Stand By, Radio 4, New Sound Level, Radio Rock, Radio Dolce Musica, Radio Città Futura, Radio Mambo |
| Abruzzo | Abruzzo DAB Canale 7B                             | Radio Norba, Radio Super HIT, Radio Monte Velino, Radio Centrale, Radio Margherita, Radio Lanciano, Radio Abruzzo Marche, Radio L'Aquila 1, Radio C1, Radio Soffio, Radio Saba Sound, Radio Luna, Radio G Giulianova, Radio Stella Avezzano, Radio Frequenza, Radio DolceMusica, Radio Teramo In, Virgo Radio, Radio Sole Jazz, Radio Città, Radio Mi Vida, Radio DJ International. |
| Napoli e area del Golfo                                                                                         | CR-DAB Campania Canale 10D                        | Radio Kiss Kiss Italia (ID: Radio KKItalia), Radio Kiss Kiss Napoli (ID: Radio KKNapoli), Radio Ibiza, Radio Napoli, Radio Kiss Kiss Latina (ID: Radio KKLatina), Radionorba, Radio Cusano Campus, Radio Globo, Radio Più, Radio Kolbe, Radio Buon Consiglio, 1Station, Radio Alfa, Radio LDR, Radio Sportiva, Radio RCN, Radio Margherita, Radio Power Italia |
| Buona parte della provincia di Salerno, comune di Agerola                                                       | CR-DAB Salerno Canale 6A                          | Radio Globo, Radio Ibiza, Radio Kiss Kiss Italia, Radio Kiss Kiss Napoli, Radio Kiss Kiss Latina, Radio Napoli, Radio Margherita |
| Salerno, Baronissi, Pellezzano, Vietri sul Mare                                                                 | DigitaleSalerno Canale 6B                         | Radio Azzurra, Radio Club 91, CRC Targato Italia, New Radio Network, Radio Punto Nuovo, Radio Punto Zero, Radio Quinta Rete, Radio Bussola 24, Radio Flegrea, Radio Freak, Radio Mania, Radio Marte, RCS 75 (Radio Castelluccio) |
| Litorale da Terracina a Sorrento, parte delle province di Avellino, Benevento, Caserta, Napoli, Salerno, Latina | CREADAB Canale 10A                                | Primaradio Digital (ID: PRIMARADIO DGT), Radio Capri, Radio Prima Rete, Radio FM Music (ID: FM MUSIC), Radio Telesia FM, Radio Amore (ID: Amore), Radio Amore Napoli (ID: Amore Napoli), Radio MB International, Divina FM, Radio Onda Verde, Radio Cafè, Radio Antenna Campania, Cuba Station Radio, Radio Buenos Aires (ID: !BAradio), Radio Nuova San Giorgio, Radio Mi Vida, Radio Kemonia |
| Parte delle province di Napoli e Caserta                                                                        | Radio Digitale Napoli Caserta Canale 10B          | Radio Birikina DAB, Radio Piterpan DAB, Radio CRC Targato Italia, Radio Punto Zero (RPZ), Radio Nuova Vomero, Radio Bussola 24, Radio Antenna Verde, Radio Marte, Radio Freak, Radio Carpine, New Radio Network, Radio Voce della Speranza (ID: RVS), Radio Quinta Rete, Radio Punto Nuovo, Radio Azzurra, Radio Club 91, Radio Yacht |
| Buona parte della Campania                                                                                      | Media DAB Campania (A) Canale 10C                 | TheCoast.Fm, Play Tag, Radio Yes, Chic.Fm, Stereo5 Plus, Radio Base, Radio JukeBox, Radio K55, Radio Evangelo Campania, Radio System, Radio News, Radio News 24, Giornale Radio, Revolution 93.5 (ID: REVOLUTION), B Italia, Radio In Somma, RRC Campania, On The Road |
| Parte delle province di Avellino, Benevento, Caserta, Napoli e Salerno                                          | Media DAB Campania (B) Canale 12D                 | TheCoast.Fm-av, Play Tag, RMA ALTRI SUONI!, Radio Yes, Radio Yacht (ID: *YACHT*), Chic.Fm, Stereo5 Plus, Radio Base, Novea Radio, Radio JukeBox, Radio News, Radio News 24, Radio Ricordi, Radio Italianissima, Radio K55, Radio Evangelo Campania, Radio System, Radio Città Benevento (ID: RCB Benevento), Giornale Radio, On The Road, Radio RSC, Revolution 93.5 (ID: REVOLUTION) |
| Piana del Sele, Agropoli, Cava de' Tirreni (prov. di Salerno)                                                   | Media DAB Campania (C) Canale 7C                  | TheCoast.Fm-sa, RMA ALTRI SUONI!, Radio Yes, Radio Italianissima, Chic.Fm, Stereo5 Plus, Radio Base, Novea Radio, Play Tag, Radio Agropoli, Radio Città 105, Radio Ricordi, Radio Evangelo Campania, Radio Life Quality, Radio Alfa, Giornale Radio, Radio JukeBox, MCR Music Club Radio, Radio Medjugorje Italia, Radio K55, Radio News, Radio News 24, Radio System, RRC Campania |
| Parte della Puglia                                                                                              | CR-DAB Puglia Canale 12D                          | Radio Norba (ID: R-NORBA), Radio Norba Music (ID: R-NORBA Music), Radio Kiss Kiss Italia, Radio Norba Italiana (ID: R-NORBA Italiana), Radio Norba Amore (ID: R-NORBA Amore), Radio Norba Battiti (ID: R-NORBA Battiti), Radio Norba Joy (ID: R-NORBA Joy), Radio Antenna 1, Radio Master, Radio Manbassa, Radio Margherita, Radio Italia Anni 60 |
| Calabria e alcune zone della Sicilia                                                                            | ADN DAB Calabria Canale 10A                       | ADN-Calabriasona, RC Radio, Radio News 24, Radio News, Radio Jukebox, Radio Italianissima (ID: _ITALIANISSIMA), Radio Ricordi, Radio Enne Lamezia, Play Radio, LaC Radio, Italia News 24, Giornale Radio, Radio Catanzaro (ID: RTC-CATANZARO), Radio Smile, Radio Simpatia2, Radio-N-Classic. |
| Parte delle province di Catania, Messina, Siracusa e Reggio Calabria                                            | ADN DAB Sicilia (A) Canale 10D                    | ADN-Calabriasona, RC Radio, Radio News 24, Radio News, Radio Jukebox, Radio Italianissima (ID: _ITALIANISSIMA), Radio Ricordi, Italia News 24, Giornale Radio, Radio Italia Anni 60 (ID: R.ITALIA ANNI 60) FM Italia, Radio Studio Due, Radio In, Radio Smile, Radio Simpatia2. |
| Palermo e parte della provincia                                                                                 | ADN DAB Sicilia (B) Canale 12D                    | Radio News 24, Radio News, Radio Jukebox, Radio Italianissima (ID: _ITALIANISSIMA), Radio Ricordi, Italia News 24, Giornale Radio, Radio In, Radio One, Radio Studio Più (ID: STUDIO +) |
| Catania e provincia                                                                                             | DAB Sicilia Canale 10C                            | Radio Antenna Uno, Bella Radio, Radio Etna Espresso, Radio Studio Centrale, Radio Evangelo Buon Seme Acireale, Radio City, Radio Evangelo Buon Seme, Radio Flash, Radio TRC, Radio Taormina, Radio Touring, Studio 90 Italia |
| Parte della Sardegna                                                                                            | DAB Sardegna Canale 10A                           | Radio Rete 5, Radio Studio 96, Radio OttoNove Classics (ID: OttoNoveClassic), Radio Supersound (ID: RADIOSUXSOUND), Radio Arcobaleno, Radio Sardinia (portante muta), Radio Sportiva, Radio 80 DAB (Forever Young), Radio Studio One (ID: RadioStudiOne), Radio Studio +, Radio Energy (ID: ENERGY), Megaradio, Radio City4You, Unica Radio, Stereocittà, Radio Cafè, Radio Onda Stereo, Radio News 24, Radio Cusano Campus (ID: CUSANO CAMPUS), Radio Noise, Giornale Radio (ID: GR RADIO) |
| Parte delle province di Cagliari, Medio Campidano, Carbonia-Iglesias, Oristano e Nuoro                          | Radiofonia Digitale Sardegna Canale 12D           | Radio Kalaritana, Radio Sant'Elena, Radio Studio 2000, Radio Maristella, Radio Barbagia, Radio Cuore Oristano, Radio La Voce, Radio Sintony, Radio Casteddu Online, Italia Classics |
| Parte delle province di Cagliari, Medio Campidano, Carbonia-Iglesias, Oristano e Nuoro                          | RIA Sardegna Canale 10C                           | Radio Golfo Degli Angeli (ID: GolfoDegliAngeli), Radio Iglesias, Radio Macomer, Radio Nuoro Centrale, Viva Radio, Radio Stella, Radio Rama Sound, Radio X, RIA Test, Radio Isola, Radio Del Golfo, Radiolina (ID: Radiolina Test) |

Altre radio DAB+ in prossimità del confine italiano o di cui è stato annunciato l'inizio trasmissione:
| Consorzio/multiplex | Canali | Zone di ricezione                                                                   |
| ------------------- | --- | ----------------------------------------------------------------------------------- |
| SRG DAB             | Rete Uno, Rete Due, Rete Tre, Radio Rumantsch, Radio Svizzera Classica, Radio Swiss Jazz, Radio Swiss Pop, Option Musique, DRS Musikwelle, World Radio Switzerland                                                      | Alcune zone della Lombardia                                                         |
| SMC_I03             | 1 THAALAM TAMIL, 906OneDance, CENTRAL, ENERGY BERN+, ENERGY LUZERN+, ENERGY ZUERICH+, Freundes-Dienst+, MELODY, PILATUS, RADIO 24, RADIO TOP +, RSO+, SUNSHINE Radio +,TOP TWO+, VINTAGE RADIO+, VIRGIN ROCK            | Alcune zone della Lombardia e parte dell'Emilia Romagna ( da Chiasso a Parma circa) |
| DIG I02             | 105 DJ Radio TS, 20 Minuten Radio, 2 THAALAM THAMIL, 906Era80, 906TIROCK, FineJazz Gumbo, Gwendalyn+, OPENBROADCAST, Positiva, Radio Italia SMI, Radio Maria, RFT POP+, #RMB-TICINO, R.Studio.Star, * RTO *, SPOON ROCK | Como                                                                                |

### Quadro normativo in Italia

#### Regolamento del 2009
Il 21 dicembre 2009 fu pubblicato sul sito dell'AGCOM il nuovo regolamento (delibera n. 664/09/CONS) recante le norme che disciplinano la fase di avvio delle trasmissioni radiofoniche in tecnica numerica.
Il testo fu approvato in Consiglio il 26 novembre 2009 e abroga il precedente regolamento di cui alla delibera n. 149/05/CONS. Tale regolamento fu il frutto di un lungo percorso di consultazione tra operatori e Autorità e apre il via definitivo alla transizione verso le trasmissioni in tecnica numerica. Il regolamento è stato modificato il 15 ottobre 2013, con la delibera AGCOM n. 567/13/CONS.
Il 15 febbraio 2010 il consorzio CR DAB fece ricorso al Tar del Lazio contro tale regolamento.
Le trasmissioni DAB+ ebbero inizio ufficialmente nel 2013 in provincia di Trento.

#### Individuazione dei bacini d'utenza nel 2015
Il 29 luglio 2015, con la pubblicazione della delibera n. 465/15/CONS, l'AGCOM ha concluso la defininizione dei 39 bacini d'utenza con cui viene suddiviso il territorio italiano.
Al fine di ridurre le incertezze sulle frequenze da assegnare e data la notevole competizione nel settore, sono nati nuovi consorzi e associazioni fra radio.
Il numero di canali inclusi in un multiplex varia proporzionalmente al livello di compressione, da una decina fino a 20-30. Il regolamento AGCOM prevede che a ogni emittente venga assegnato uno spazio fisso pari a 72 CU (unità capacitive); pertanto, all'interno di ogni multiplex possono trovare spazio sino a 12 programmi.

#### Assegnazione delle frequenze
Il panorama italiano presenta un elevato numero di stazioni e una notevole frammentazione delle frequenze (si noti, per inciso, che il numero di emittenti radiofoniche FM in Italia ammonta a circa un migliaio, con una offerta unica a livello mondiale), rendendo la riorganizzazione dei bacini d'utenza ben poco agevole.
Ad inizio 2017 risultano pianificati 16 dei 39 bacini previsti dalla delibera n. 465/15/CONS dell'AGCOM e sono stati assegnati dalla Dgscerp del Ministero i diritti di uso delle frequenze in 8 bacini tra i 16 pianificati.
Allo scopo di agevolare la pianificazione di tutti i bacini mancanti e l'assegnazione delle frequenze necessarie, le associazioni di categoria stanno premendo per poter utilizzare per il DAB+ la frequenza VHF 13, attualmente assegnata al ministero della Difesa ma inutilizzata.

## Spegnimento della radiofonia analogica
La prima nazione al mondo in cui è stato programmato lo spegnimento della rete in modulazione di frequenza è la Norvegia, a partire dall'11 gennaio 2017 (non per le trasmissioni locali); in tale nazione già nel 2014 si era raggiunta una copertura del 99,5%.
L'unica altra nazione che ha programmato uno spegnimento della rete analogica è la Svizzera, la quale terminerà la transizione il 31 Dicembre 2024. Solamente la SSR spegnerà le FM al 31 dicembre del 2024, le altre emittenti private svizzere sono invitate e obbligate a farlo entro il 31 dicembre del 2026
In Italia, ad eccezione dell'Alto Adige, non è prevista la disattivazione totale delle trasmissioni analogiche in modulazione di frequenza, anche se per legge dal 2020 i ricevitori radiofonici dovranno essere dotati di almeno un'interfaccia digitale, sia essa via internet o via DAB+. 
Un emendamento al DL Milleproroghe vuole posticipare l'obbligo del DAB+ sugli smartphone alla fine del 2021.
In Alto Adige la RAS ha attuato un piano di spegnimento delle trasmissioni in FM che hanno una copertura inferiore rispetto al DAB+: infatti nel 2017 questa tecnologia raggiunge il 99,3% della popolazione altoatesina, la quale, secondo l'azienda, ha già familiarizzato con questo metodo di trasmissione, perciò lo switch off è cominciato il 5 dicembre 2017 con la disattivazione di frequenze secondarie ed è stato completato nel novembre 2018.
| Data            | Postazione          |
| --------------- | ------------------- |
| 5 dicembre 2017 | Anterselva di Mezzo |
| 5 dicembre 2017 | Certosa Senales     |
| 5 dicembre 2017 | Novale Ega          |
| 5 dicembre 2017 | Santa Gertrude      |
| 5 dicembre 2017 | La Valle            |
| 5 dicembre 2017 | Prati di Vizze      |
| novembre 2018   | Sonvigo Sarentino   |
| novembre 2018   | Curon Venosta       |
| novembre 2018   | Maso Corto Senales  |
| novembre 2018   | Braies              |
| novembre 2018   | Racines             |
| novembre 2018   | Renon Avigna        |
| novembre 2018   | Nova Levante        |

In altri paesi dell'Europa come la Gran Bretagna, la Danimarca o il Belgio si discute di programmare lo spegnimento delle trasmissioni FM non appena la percentuale di ricezione radio digitale raggiungerà il 50%.